# 麦麸

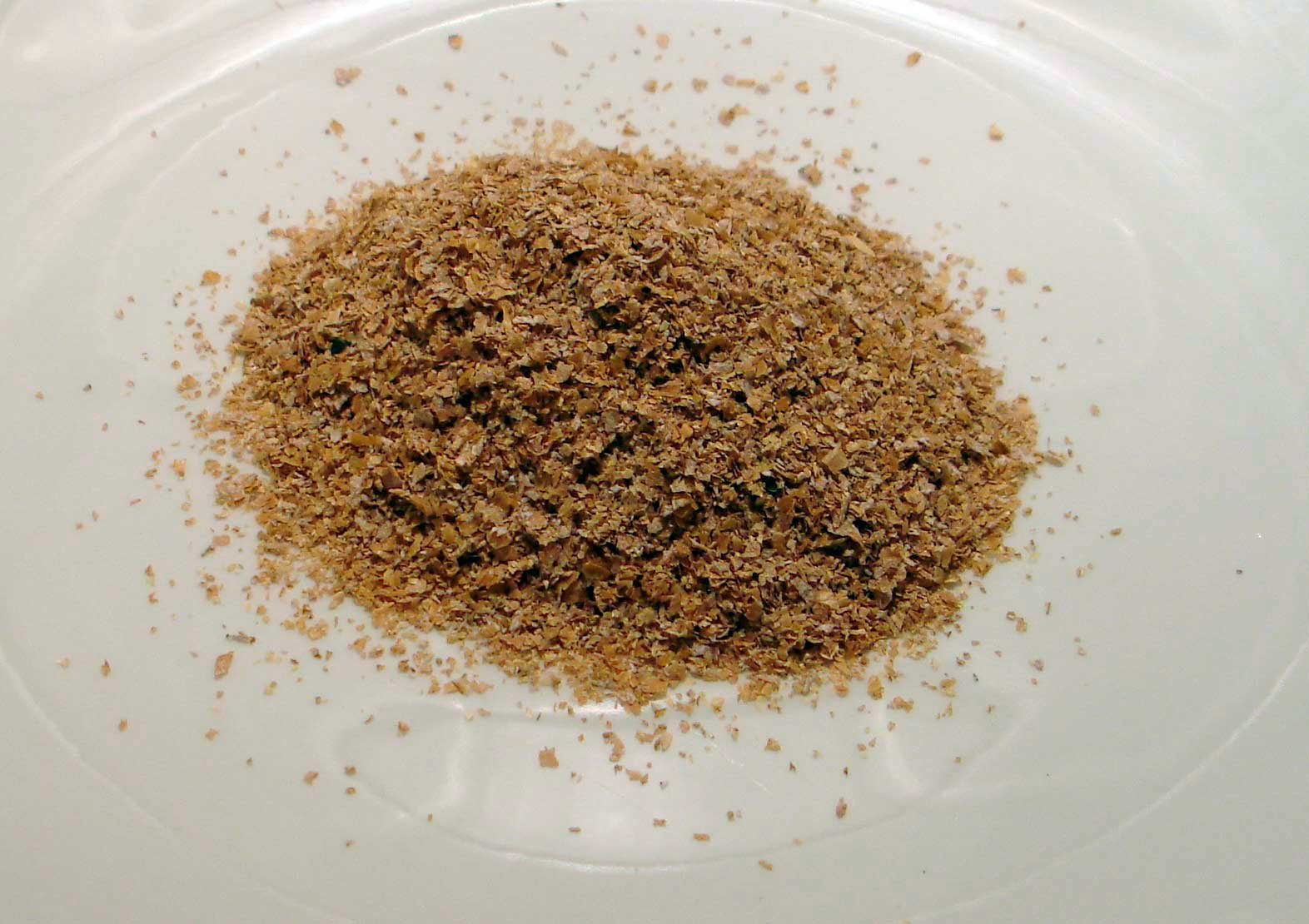
麦麸的图片

麦麸（英語：wheat bran），亦称 麸皮、麸子、麦皮，即小麦籽粒的皮及其胚，为小麦磨取面粉后过箩筛而筛下的皮壳、碎屑。此名词的植物学部位类似于稻米的米糠，含植物学解剖构造包括：果皮、种皮、透明层、糊粉层、胚。尽管麦麸内含麸质，但麦麸是指籽粒的结构，不是指小麦的麸质。
麦麸通常为面粉厂的副产品，麦黄色，片状或粉状；以往用作家畜饲料，但因富含膳食纤维、必需脂肪酸、维生素、蛋白质、淀粉、矿物质，目前也有当作健康食品添加物。